# Зовнішнє мовлення
Зовнішнє мовлення. Розгорнуте зовнішнє мовлення існує у двох формах: усній та письмовій. У свою чергу усне мовлення може бути діалогічним і монологічним.

## Усне мовлення
Якщо мовлення призначене іншій людині, яку бачимо і чуємо, то використовується усна форма. Справжнє усне мовлення створюється під час говоріння і є, як правило, імпровізацією, що створюється в процесі комунікації. Тому основною його ознакою є непідготовленість. Можна виділити загальні особливості усної форми літературної мови: 1) основним виразником усного мовлення є інтонація; 2) тенденція до розчленування висловлювання (вставні слова і под.); 3) повтор прийменника, що стоїть після означуваного слова («Подружився з товаришем з хорошим»); 4) недослівний характер відтворення прямої мови.
Важливою ознакою, що впливає на появу різновидів усного мовлення, — характер комунікації: офіційна / неофіційна. Офіційна комунікація може бути особистою і публічною. Неофіційна — тільки особистою. Публічна комунікація поділяється на два підвиди: масова (радіо, телебачення тощо) і колективна (лекція, доповідь і под.).